# Selección femenina de fútbol playa de Inglaterra
La selección femenina de fútbol playa de Inglaterra representa a Inglaterra en las competiciones internacionales de fútbol playa femenino y está controlado por England Beach Soccer, independiente del organismo rector del fútbol en Inglaterra, Asociación Inglesa de Fútbol. El equipo fue creado en 2012, ganando su primer título, la Copa Europea de Fútbol Playa de 2017.
En 2019, el equipo se clasificó para los Juegos Mundiales de Playa donde representó a Gran Bretaña, ganando la medalla de plata.

## Jugadoras

### Equipo actual
A julio de 2017 (Elegido para la Copa Europea de Fútbol Playa de 2017)
Nota: Las banderas indican la selección nacional según se define en las reglas de elegibilidad de la FIFA. Los jugadores pueden tener más de una nacionalidad ajena a la FIFA.
| No. | Pos.           | Nacionalidad | Jugadora           |
| 1   | Portero        | Inglaterra   | Lucy Quinn         |
| 6   | Portero        | Inglaterra   | Katie James        |
| 5   | Defensa        | Inglaterra   | Shannon Sievwright |
| 8   | Defensa        | Inglaterra   | Nadine Bazan       |
| 2   | Centrocampista | Inglaterra   | Hannah Short       |
| 3   | Centrocampista | Inglaterra   | Jade Widdowson     |
| 4   | Centrocampista | Inglaterra   | Sarah Kempson ()   |
| 7   | Centrocampista | Inglaterra   | Rebecca Barron     |
| 9   | Delantero      | Inglaterra   | Gemma Hillier      |
| 10  | Delantero      | Inglaterra   | Molly Clark        |

## Participaciones

### Copa Europea de Fútbol Playa
| Año   | Fase            | Pos.    | PJ | PG | PE | PP | GF | GC | Dif. |
| ----- | --------------- | ------- | -- | -- | -- | -- | -- | -- | ---- |
| 2016  | Por el 3° lugar | 4°      | 3  | 1  | 0  | 2  | 15 | 14 | +1   |
| 2017  | Final           | Campeón | 3  | 3  | 0  | 0  | 14 | 7  | +7   |
| 2018  | Por el 3° lugar | 4°      | 3  | 1  | 0  | 2  | 8  | 12 | -4   |
| 2019  | Por el 3° lugar | 4°      | 3  | 1  | 0  | 2  | 11 | 13 | -2   |
| Total | 1 título        | 4/4     | 6  | 0  | 0  | 6  | 48 | 46 | +2   |

### Juegos Mundiales de Playa
| Año                         | Fase      | Pos.             | PJ | PG | PE | PP | GF | GC | Dif. |
| --------------------------- | --------- | ---------------- | -- | -- | -- | -- | -- | -- | ---- |
| Representando a Reino Unido |           |                  |    |    |    |    |    |    |      |
| 2019                        | Final     | Medalla de plata | 5  | 4  | 0  | 1  | 22 | 15 | +7   |
| Total                       | 0 títulos | 1/1              | 5  | 4  | 0  | 1  | 22 | 15 | +7   |

## Resultados

### Por año
El primer partido internacional del equipo tuvo lugar el 20 de junio de 2014, como parte del Fever Pitch de ITV, un compañero de la Copa Mundial de la FIFA de 2014.

#### 2012
| Amistoso; 22 de agosto de 2012 | Isla de Wight | 2-8 | Inglaterra | Ryde, Inglaterra |  |

#### 2014
| Amistoso; 20 de junio de 2014 | Inglaterra | 2-6 | Suiza | Mánchester, Inglaterra |  |

| Torneo de las 3 Naciones; 23 de julio de 2014 | Suiza | 9-5 | Inglaterra | Espinho, Portugal |  |

| Torneo de las 3 Naciones; 24 de julio de 2014 | Portugal | 2-8 | Inglaterra | Espinho, Portugal |  |

#### 2015
| Amistoso; 21 de agosto de 2015 | Suiza | 6-4 | Inglaterra | Arosa, Suiza |  |

#### 2016
| Copa Europea de Fútbol Playa de 2016; 30 de julio de 2016 | Suiza | 4-4 (5-4 t. s.) | Inglaterra | Carcavelos, Portugal |  |
| 10:15                                                     |       |                 |            |                      |  |

| Copa Europea de Fútbol Playa de 2016; 30 de julio de 2016 | Inglaterra | 5-3 | Grecia | Carcavelos, Portugal |  |

| Copa Europea de Fútbol Playa de 2016; 31 de julio de 2016 | Portugal          | 6-6 (6-6 t. s.)(2-0 p.)    | Inglaterra        | Carcavelos, Portugal |  |
|                                                           |                   | Tiros desde el punto penal |                   |                      |  |
|                                                           | - Pereira - Gomes |                            | - James - Kempson |                      |  |

#### 2017
| Copa Europea de Fútbol Playa de 2017; 8 de julio de 2017 | Inglaterra | 4-3 | Países Bajos | Nazaré, Portugal |  |
| 11:15                                                    |            |     |              |                  |  |

| Copa Europea de Fútbol Playa de 2017; 8 de julio de 2017 | España | 1-6 | Inglaterra | Nazaré, Portugal |  |
| 19:30                                                    |        |     |            |                  |  |

| Copa Europea de Fútbol Playa de 2017; 9 de julio de 2017 | Inglaterra | 4-3 | Suiza | Nazaré, Portugal |  |

#### 2018
| Amistoso; 30 de junio de 2018 | Inglaterra | 8-1 | República Checa | Ryde, Inglaterra |  |

| Amistoso; 1 de julio de 2018 | Inglaterra | 8-4 | República Checa | Ryde, Inglaterra |  |

| Copa Europea de Fútbol Playa de 2018; 6 de julio de 2018 | Inglaterra | 5-2 | República Checa | Nazaré, Portugal |  |

| Copa Europea de Fútbol Playa de 2018; 7 de julio de 2018 | Inglaterra | 0-4 | España | Nazaré, Portugal |  |

| Copa Europea de Fútbol Playa de 2018 - partido por el 3° puesto; 8 de julio de 2018 | Suiza | 6-3 | Inglaterra | Nazaré, Portugal |  |

#### 2019
| Torneo clasificatorio de los Juegos Mundiales de Playa de 2019; 9 de mayo de 2019 | Inglaterra | 4-8 | República Checa | Salou, España |  |

| Torneo clasificatorio de los Juegos Mundiales de Playa de 2019; 9 de mayo de 2019 | España | 5-5 (5-5 t. s.)(0-1 p.)    | Inglaterra | Salou, España |  |
|                                                                                   |        | Tiros desde el punto penal |            |               |  |
|                                                                                   |        |                            | Clark      |               |  |

| Torneo clasificatorio de los Juegos Mundiales de Playa de 2019; 11 de mayo de 2019 | Suiza | 0-3 | Inglaterra | Salou, España |  |

| Torneo clasificatorio de los Juegos Mundiales de Playa de 2019; 12 de mayo de 2019 | Inglaterra | 4-3 | Rusia | Salou, España |  |

| Copa Europea de Fútbol Playa de 2019 - Fase de grupos; 5 de julio de 2019 | Inglaterra | 1-3 | Rusia | Nazaré, Portugal |  |

| Copa Europea de Fútbol Playa de 2019 - Fase de grupos; 6 de julio de 2019 | Inglaterra | 5-4 | Países Bajos | Nazaré, Portugal |  |

| Copa Europea de Fútbol Playa de 2019 - partido por el 3° puesto; 7 de julio de 2092 | Suiza | 5-5 (6-5 t. s.) | Inglaterra | Nazaré, Portugal |  |

| Juegos Mundiales de Playa de 2019 - Fase de grupos; 11 de octubre de 2019 | Paraguay | 4-5 | Inglaterra | Doha, Catar |  |

| Juegos Mundiales de Playa de 2019 - Fase de grupos; 13 de octubre de 2019 | Inglaterra | 5-2 | Estados Unidos | Doha, Catar |  |

| Juegos Mundiales de Playa de 2019 - Fase de grupos; 14 de octubre de 2019 | Inglaterra | 4-1 | Rusia | Doha, Catar |  |

| Juegos Mundiales de Playa de 2019 - Semifinales; 15 de octubre de 2019 | Inglaterra | 6-5 | Brasil | Doha, Catar |  |

| Juegos Mundiales de Playa de 2019 por la Medalla de Oro; 16 de octubre de 2019 | Inglaterra | 2-3 | España | Doha, Catar |  |